# Programme européen Tripartite

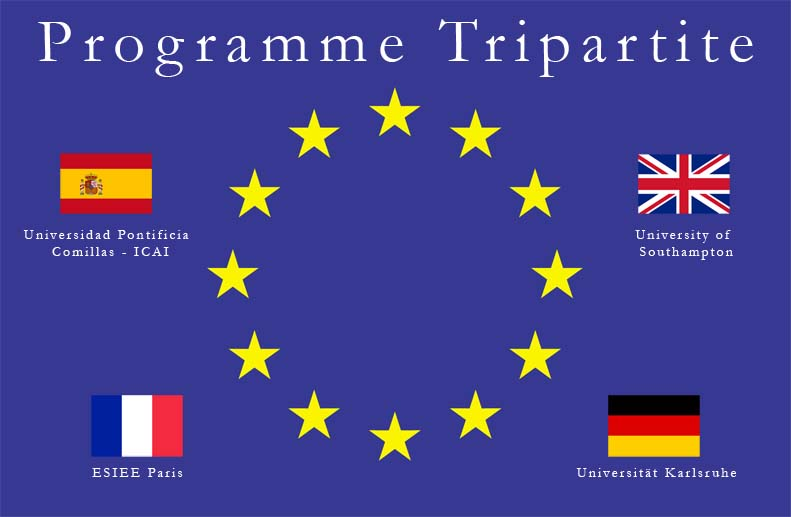

Le programme Tripartite a été créé en 1980. Il permet aux étudiants français, allemands, anglais ou espagnols ayant d'excellents résultats académiques de passer deux années de leur cursus universitaire dans deux universités partenaires et d'obtenir ainsi une formation scientifique, technique et linguistique triculturelle.

## Description du programme
Après une sélection basée sur la formation technique, les connaissances linguistiques et la motivation, les étudiants retenus accèdent au programme tripartite.
Ayant préalablement étudié durant trois ans dans leurs universités d'origine, les étudiants effectuent ensuite un an dans deux des quatre universités partenaires du programme. Les cours se déroulent dans la langue du pays. En dernière année les étudiants doivent effectuer un projet d'une durée d'une minimale d'un semestre se finalisant par la rédaction d'un mémoire de recherche.
À ce jour, près de 300 étudiants européens ont suivi ce programme.

## Diplôme
Les études sont reconnues mutuellement dans les universités partenaires. Ce programme est donc sanctionné par le diplôme de l'université d'origine, ainsi que du Certificat Tripartite signé par les trois universités d'accueil de l'étudiant.

## Universités partenaires
Le programme tripartite regroupe quatre établissements européens :
- Espagne - l'Université Pontificia de Comillas - ICAI à Madrid ;
- France - l'ESIEE Paris ;
- Allemagne - l'Université de Karlsruhe - Allemagne[2] ;
- Royaume-Uni - l'Université de Southampton.